# CIPP評鑑模式

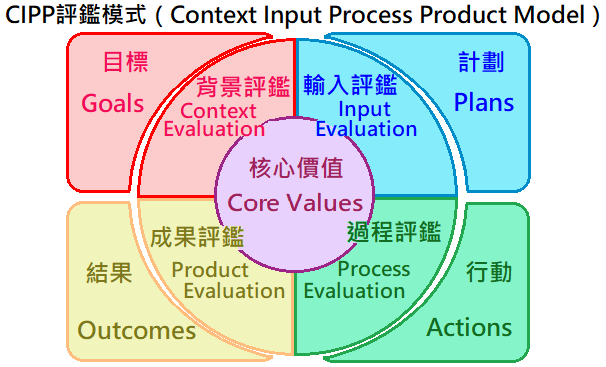
CIPP評鑑模式（Context Input Process Product Model）中文翻譯

CIPP評鑑模式是丹尼爾·勒羅伊·史塔佛賓（Daniel Leroy Stufflebeam，1936年9月19日—2017年7月23日）及其同事在1960年代開發的程式評估模型。CIPP分別是Context、Input、Process和Product的首字母縮寫，是一種以決策為中心的評估方法，強調為專案管理和營運系統提供信息。